# Malva (film)
Malva è un film del 1924 diretto da Robert Dinesen.

## Trama
Un contrabbandiere ricercato di nome Tadzio, dopo aver trovato rifugio nell'abitazione della seducente ballerina Malva, fugge con lei in un luogo nascosto tra le montagne. Tra i due nasce un'infatuazione che spinge Tadzio a voler abbandonare il crimine dopo aver compiuto un ultimo colpo e a vivere con l'amata. Nel frattempo, i due sono braccati dal sergente Tassilo e i suoi uomini.